# ほしのゆめ
ほしのゆめは、イネの品種のひとつ。2000年品種登録（登録番号第7645号）。「きらら397」に続いて、北海道産米に対する評価の浸透・定着に貢献した。
北海道上川管内比布町（1994年に移転）の北海道立上川農業試験場（現・北海道立総合研究機構農業研究本部上川農業試験場）により育成され、1996年に水稲農林340号「ほしのゆめ」として命名登録された良食味米品種。「上育418号」の系統番号で試験され、北海道の優良品種となった。
「ほしのゆめ」という名称は一般公募され、決定された。名称の由来としては「きらきらと輝く星のイメージがつやのあるおいしい米を連想させ、米づくりに携わる人や食べる人の夢がかなうように」という思いによる。
ピーク時の2000年（平成12年）には道内での作付面積が40,202haに達し「きらら397」に次ぐ第2位となるが、以後は「ななつぼし」「ゆめぴりか」等の新品種に押され、作付は急速に減少した。2020年現在の道内での作付面積は555haで、品種別では第11位。

## 品種特性
長所は「きらら397」（中の上）を越える良食味（上の下）。北海道産米の食味を「コシヒカリ」並みにまで高めたと評価されている。また、障害型耐冷性が強く、初期分蘖が旺盛であること。
短所は耐倒伏性が不十分で、割れ籾が多く、いもち病抵抗性が不十分であること、などが挙げられる。  
- 交配組み合わせ：あきたこまち / 道北48号 // 上育397号、きらら397